# Гепиди
Гепиди (лат. Gepidae, грч. Γήπαιδες) су били древни германски народ, који је у периоду велике сеобе народа од 4. до 6. века живео у разним областима централне Евеопе, а најдуже у источним крајевима Панонске низије, где је у периоду од друге половине 5. века до 567. године постојала Гепидска краљевина.
Према Јордану, име Гепиди потиче од готске речи гепанта што значи „спор”, јер су Гепиди заостајали у сеоби из Скандинавије.

## Историја
Гепиди се најпре спомињу око 260. године, када су заједно са Готима напали Дакију. Године 375. Хуни их потчињавају. Поставши хунски вазали учествовали су у бици на Каталаунским пољима 20. јуна 451. године, коју је водио хунски вођа Атила. У тој бици на једној страни су се борили Хуни и низ германских племена, међу којима Гепиди и Остроготи, док су на другој страни били Гало-Римљани и такође германска племена, између осталих Визиготи са њиховим краљем Теодорихом II, који је нашао своју смрт на овом бојишту. Након Атилине смрти 454. године Гепиди, Остроготи и друга германска племена побунила су се против Хуна и победила их у бици на реци Недао. 
Гепиди су тиме добили хунске територије у Дакији, а са Римским царством су склопили частан мир. Након одласка Острогота из Паноније (473) привремено су запосели Сирмијум, али су одатле потиснути након повратка Острогота у Панонију (488). Потом су уследила даља ривалства са Остроготима, при чему Гепиди губе битке и бивају потиснути. Зенит достижу око 537. године када од Византије преотимају Сирмијум и пустоше околину Сингидунума. Град Сирмијум тада поново постаје средиште гепидске државе, а гепидски краљ Кунимунд ковао је и златнике у овом граду.
Византијско царство се 546. године удружује са Лангобардима како би истерало Гепиде. Гепиди су слабили у борби са Лангобардима, који су живели у западним областима Паноније. Године 552. Лангобарди су поразили Гепиде, а непријатељства су се настављала и касније.
Након смрти цара Јустијијана I (565), Лангобарди позивају Аваре да им помогну у борби против Гепида. Током 567. године, Авари су поразили Гепиде и разорили њихову државу, отворивши простор продору Словена. Уплашени аварским успехом, Лангобарди су напустили Панонију (568) и отишли у Италију, а у тој сеоби придружио им се и мањи број поражених Гепида, који се временом интегришу и престају да постоје као посебам народ.